# Tobaccoville
Tobaccoville es una villa ubicada en el condado de Forsyth y condado de Stokes en el estado estadounidense de Carolina del Norte. La localidad en el año 2000, tenía una población de 2.209 habitantes en una superficie de 18,4 km², con una densidad poblacional de 120,3 personas por km².

## Geografía
Tobaccoville se encuentra ubicada en las coordenadas 36°13′50″N 80°21′48″O / 36.23056, -80.36333. Según la Oficina del Censo, la localidad tiene un área total de 18,4 km² (7,1 mi²), de la cual 18,4 km² (7,1 mi²) es tierra y 0 km² (0 mi²) (0.14%) es agua.

### Localidades adyacentes
El siguiente diagrama muestra a las localidades en un radio de 16 kilómetros (9,9 mi) de Tobaccoville.

## Demografía
En el 2000 la renta per cápita promedia del hogar era de $48.233, y el ingreso promedio para una familia era de $56.034. El ingreso per cápita para la localidad era de $21.620. En 2000 los hombres tenían un ingreso per cápita de $34.554 contra $27.288 para las mujeres. Alrededor del 5.20% de la población estaba bajo el umbral de pobreza nacional.